# Hapoel Ashdod FC
El Hapoel Ashdod FC (en hebreo: הפועל אשדוד‎) es un equipo de fútbol de Israel que juega en la Liga Alef, la Tercera liga de fútbol en el país.

## Historia
Fue fundado en el año 1957 en la ciudad de Asdod y en la temporada 1970/71 ascendieron a la segunda categoría, en la cual permanecieron hasta la temporada 1978/79. En la temporada 1989/90 retornaron a la segunda categoría, permaneciendo en ellas hasta la temporada 1998/99 por problemas financieros.
Ese año por esos problemas decidieron fusionarse con sus rivales del Maccabi Ironi Ashdod FC para crear al FC Ashdod.

### Retorno Transitorio
En el 2001 fue creado el Hapoel Namal Ashdod FC y formó parte de la Liga Gimel, logrando ascender a la Liga Bet, pero por problemas financieros, el club desapareció al finalizar la temporada 2003/04 a pesar de terminar la temporada en cuarto lugar.

### Refundación
En marzo del 2015 un grupo de aficionados del club decidieron refundarlo con el fin de participar en la Liga Gimel para la temporada 2015/16.

## Palmarés
- Liga Bet Sur: 2

1970/71, 1986/87
- Liga Alef Sur: 1

1989/90